# Ražňany
Ražňany es un municipio del distrito de Sabinov en la región de Prešov, Eslovaquia, con una población estimada a final del año 2024 de 1657 habitantes.
Se encuentra ubicado en el centro-oeste de la región, en el valle del río Torysa (cuenca hidrográfica del río Tisza).

## Demografía
| Año        | 1994 | 2004    | 2014    | 2024     |
| ---------- | ---- | ------- | ------- | -------- |
| Población  | 1354 | 1443    | 1504    | 1657     |
| Diferencia |      | +6,57 % | +4,22 % | +10,17 % |

| Año        | 2023 | 2024    |
| ---------- | ---- | ------- |
| Población  | 1660 | 1657    |
| Diferencia |      | −0,18 % |